# Vicente Juan Segura
Vicente Juan Segura (Tavernes de la Valldigna, 22 de maio de 1955 — Valência, 11 de outubro de 2024) foi prelado espanhol da Igreja Católica Romana. Foi o 13º bispo da Diocese de Ibiza entre 2005 e 2020, quando foi transferido para a função de bispo-auxiliar da Arquidiocese de Valência, na qual foi jubilado em 2023.

## Biografia

### Estudos e primeiros anos
Natural de Tavernes de la Valldigna, Espanha, realizou os estudos eclesiásticos no Seminário de Valência e no Real Colégio de Corpus Christi.
Foi ordenado sacerdote para a Arquidiocese de Valência em 24 de outubro de 1981, na paróquia de Tavernes de Valldigna, por imposição das mãos de Dom Ricardo María Carles Gordó, então bispo de Tortosa, outrora pároco daquele lugar. Iniciou seu ministério pastoral como vigário da Paróquia Santo Antão Abade de Cullera.

### Serviço diplomático
Realizou estudos diplomáicos na Pontifícia Academia Eclesiástica entre 1985 e 1988, e em 1 de julho deste último, foi admitido no Serviço Diplomático da Santa Sé. Também em 1988 doutorou-se em Direito Canônico pela Pontifícia Universidade de Santo Tomás de Aquino e, em 1989, em Direito Civil pela Universidade de Valência.
Por quase uma década, foi secretário em diferentes nunciaturas apostólicas: Costa Rica (1988-1990), Marrocos (1990-1991) e Moçambique (1991-1994).
Depois, já em Roma, serviu como conselheiro de nunciatura e chefe da seção de língua espanhola da Secretaria de Estado, além de cooperar na paróquia romana de São Melquíades e como capelão das Pequenas Irmãs dos Idosos Abandonados.

### Bispo de Ibiza
Em 22 de janeiro de 2005, o Papa João Paulo II nomeou-o bispo da Diocese de Ibiza, na Espanha, vacante havia sete meses com a transferência de seu antecessor Dom Agustín Cortés Soriano para a recém-criada Diocese de Sant Feliu de Llobregat. Dom Vicente foi ordenado bispo e tomou posse de sua diocese em 14 de maio seguinte, em cerimônia realizada na Catedral de Santa Maria, por imposição das mãos do então arcebispo Dom Leonardo Sandri, um colega no Seviço Diplomático da Santa Sé, tendo como co-consagrantes Dom Ricardo María Carles, agora cardeal-arcebispo emérito de Barcelona, e Dom Agustín García-Gasco y Vicente, arcebispo de Valência. Seu lema episcopal era "Mihi vivere Christus est" (Meu viver é Cristo).
Ao longo de seus 15 anos de ministério episcopal em Ibiza, com uma linha pastoral clara e definida, Dom Vicente empreendeu a construção de novas igrejas, bem como a restauração de muitas outras, com a ajuda de diversas instituições. Durante seu mandato como bispo de Ibiza, os escritórios da Cáritas Diocesana e a residência Reina Sofía foram ampliados e remodelados.
Cuidou do patrimônio artístico da Igreja de Ibiza e Formentera, promovendo a restauração da Custódia da Catedral, uma das mais antigas da Espanha, que remonta a 1398, e do retábulo da Paróquia de Nossa Senhora de Jesus. Revitalizou as festas patronais de Santa Maria e São Ciriaco e a Semana Santa na cidade de Ibiza com o aumento das irmandades. Ordenou novos sacerdotes e acolheu outros provenientes de outras dioceses para intensificar a evangelização. Também trabalhou pela presença da vida religiosa, convidando diferentes congregações para abrir comunidades nas Pitiusas.
Em 2010, foi condecorado Grã-Cruz da Justiça da Sagrada Ordem Militar Constantiniana de São Jorge, pelo Infante Carlos, Duque da Calábria.

### Bispo auxiliar de Valência
Em 18 de janeiro de 2020, o Papa Francisco nomeou Dom Vicente bispo-auxiliar da Arquidiocese de Valência, iniciando seu ministério em 2 de fevereiro seguinte. Uma decisão incomum, compreendida pela comunidade católica como de caráter punitivo, embora de maneira não oficial, por ter ocorrido após uma investigação promovida pela Cúria Romana.
Dom Vicente se tornou o quarto auxiliar do cardeal Antonio Cañizares Llovera, junto com outros bispos que seguiram o mesmo caminho, de titular a auxiliar: Dom Esteban Escudero Torres (antigo bispo de Palência, depois auxiliar emérito de Valência), Dom Javier Salinas Viñals (que pastoreou a Diocese de Maiorca por quatro anos e agora também é auxiliar emérito de Valência) e Dom Arturo Pablo Ros.
Na Conferência Episcopal Espanhola, foi membro do Conselho Episcopal de Assuntos Jurídicos; anteriormente, foi membro da Junta Episcopal para Assuntos Jurídicos (desde 2008). Também pertenceu à Subcomissão Episcopal para a Família e a Defesa da Vida (2005-2008) e da Comissão de Patrimônio Cultural (2011-2014).

### Bispo auxiliar e últimos anos
Em 25 de fevereiro de 2023, o Vaticano anunciou que o Papa aceitou a renúncia de Dom Vicente, então com 67 anos, tornando-o terceiro bispo-auxiliar emérito da arquidiocese. O motivo do afastamento, entretanto, foi motivado por questões de saúde. De fato, Dom Vicente começou a ter problemas de saúde ainda quando bispo de Ibiza, que foram se agravando com o passar do tempo.
Dom Vicente faleceu na tarde de 11 de outubro de 2024, aos 69 anos de idade. Estava internado no Hospital 9 de Octubre de Valência, no qual havia ingressado por uma complicação renal depois de vários meses de enfermidade.
A missa exequial pelo seu descanso aconteceu três dias depois, na Catedral de Valência, presidida por Dom Enrique Benavent Vidal, arcebispo desde 2022, tendo o núncio apostólico, Dom Bernardito Cleopas Auza; o bispo de Ibiza, Dom Vicente Ribas Prats; e o secretário-geral da Conferência Episcopal Espanhola, Dom Francisco César García Magán. Os restos mortais de Dom Vicente foram sepultados na igreja paroquial de Tavernes de la Valldigna.